# Spondylus tenuitas
Spondylus tenuitas is een tweekleppigensoort uit de familie van de Spondylidae. De wetenschappelijke naam van de soort is voor het eerst geldig gepubliceerd in 1966 door Garrard.